# 三宅勝久
三宅 勝久（みやけ かつひさ、1965年 - ）は、フリーランスのジャーナリストである。

## 経歴
岡山県生まれ。大阪外国語大学イスパニア語学科卒業。フリーランスカメラマンとしてラテンアメリカ・アフリカ諸国で紛争地を取材。『山陽新聞』記者を経て、2002年より現職。
2003年3月、消費者金融会社武富士の批判記事をめぐって同社から1億1000万円の損害賠償請求を提訴されたが、一審・二審とも棄却され、2005年6月、最高裁判所で確定した。

## 著作権侵害訴訟
大内裕和中京大教授が2017年に出版した『奨学金が日本を滅ぼす』（朝日新聞出版）など、同氏の「奨学金」問題に関する著書や雑誌記事10編以上に三宅の著作物と酷似する記述があることが2020年に発覚、同書出版元の朝日新聞出版社は、類似した表現があることを重視して紙版の出庫停止、電子版の販売停止措置をとった。翌年4月に、三宅は大内教授を相手どって著作権侵害による損害賠償請求訴訟を東京地裁に起こしたが、同地裁は2022年2月24日に原告側の訴えを棄却した。（令和3年ワ第10987号）

## 著作

### 単著
- 『サラ金・ヤミ金大爆発 亡国の高利貸』花伝社、2003年8月
- 『悩める自衛官 自殺者急増の内幕』花伝社、2004年9月
- 『自衛隊員が死んでいく "自殺事故"多発地帯からの報告』花伝社、2008年5月
- 『武富士追及 言論弾圧裁判1000日の闘い』リム出版新社、2005年11月
- 『自衛隊という密室 いじめと暴力、腐敗の現場から』高文研、2009年9月
- 『債鬼は眠らず サラ金崩壊時代の収奪産業レポート』同時代社、2010年10月
- 『日本を滅ぼす電力腐敗』（新人物文庫）新人物往来社、2011年11月
- 『自衛隊員が泣いている 壊れゆく〝兵士〟の命と心』花伝社、2013年7月
- 『司法が凶器に変わるとき 「東金女児殺害事件」の謎を追う』同時代社、2015年3月
- 『税金万引きGメン スギナミジャーナルの本』若葉文庫、2016年12月
- 『大東建託の内幕 "アパート経営商法"の闇を追う』同時代社、2018年6月
- 『小池百合子東京都知事と黒塗り文書 嘘、隠ぺい、言い逃れ-税金を"ネコババ"する輩は誰だ! 』(若葉文庫ノンフィクション001)若葉文庫、2019年6月
- 『「大東建託」商法の研究  "サブリースでアパート経営"に気をつけろ!』同時代社、2020年3月

### 共著
- 伊東達也・岩重佳治・大内裕和・藤島和也・三宅勝久(著)、奨学金問題対策全国会議(編)『日本の奨学金はこれでいいのか』あけび書房、2013年10月